# Многоножкоеды
Многоножкоеды (лат. Aparallactus) — род змей из семейства Atractaspididae, обитающий в Африке.

## Описание
Общая длина представителей этого рода колеблется от 18 до 54 см. Голова маленькая, покрыта щитками. Глаза маленькие, повёрнуты вверх. Имеют небольшие ядовитые клыки. Туловище цилиндрическое с гладкой чешуёй. Хвост умеренного размера. Окрас коричневый с разными оттенками, чёрный или серый.
Яд не представляет угрозы жизни человека.

## Образ жизни
Населяют луга, кустарники и предгорья. Активны ночью. Большую часть жизни проводят под землёй. Питаются многоножками.

## Размножение
Это яйцекладущие змеи. Самки откладывают до 12 яиц.

## Распространение
Являются эндемиками Африки.

## Классификация
На июль 2018 года в род включают 11 видов:
- Aparallactus capensis Smith, 1849 — Капский многоножкоед
- Aparallactus guentheri Boulenger, 1895 — Многоножкоед Гюнтера
- Aparallactus jacksonii (Günther, 1888) — Килиманджарский многоножкоед
- Aparallactus lineatus (Peters, 1870) — Линейчатый многоножкоед
- Aparallactus lunulatus (Peters, 1854) — Луновидный многоножкоед
- Aparallactus modestus (Günther, 1859) — Скромный многоножкоед
- Aparallactus moeruensis Witte & Laurent, 1943
- Aparallactus niger Boulenger, 1897 — Чёрный многоножкоед
- Aparallactus nigriceps (Peters, 1854)
- Aparallactus turneri Loveridge, 1935
- Aparallactus werneri Boulenger, 1895 — Многоножкоед Вернера

## Галерея

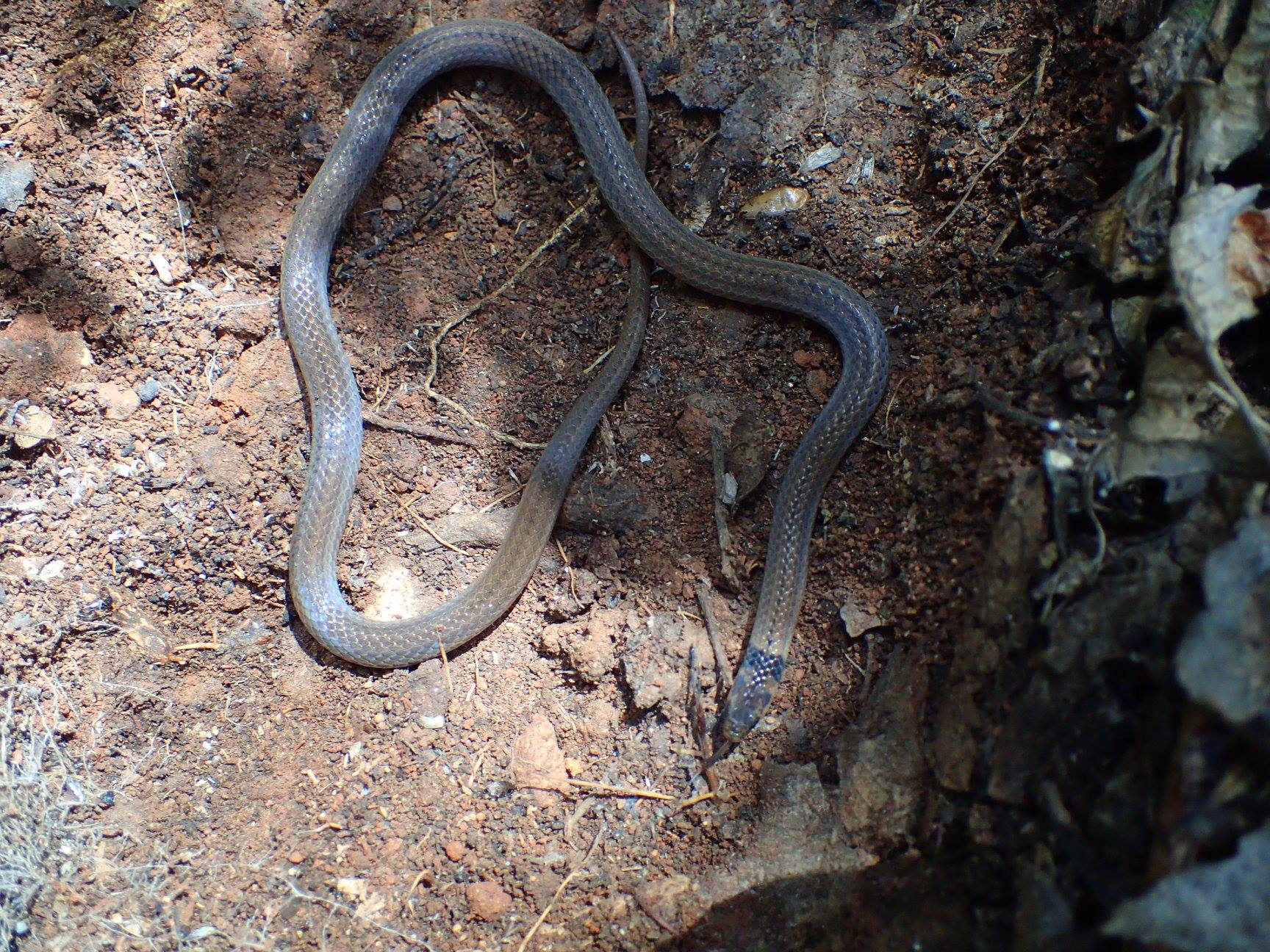
Капский многоножкоед
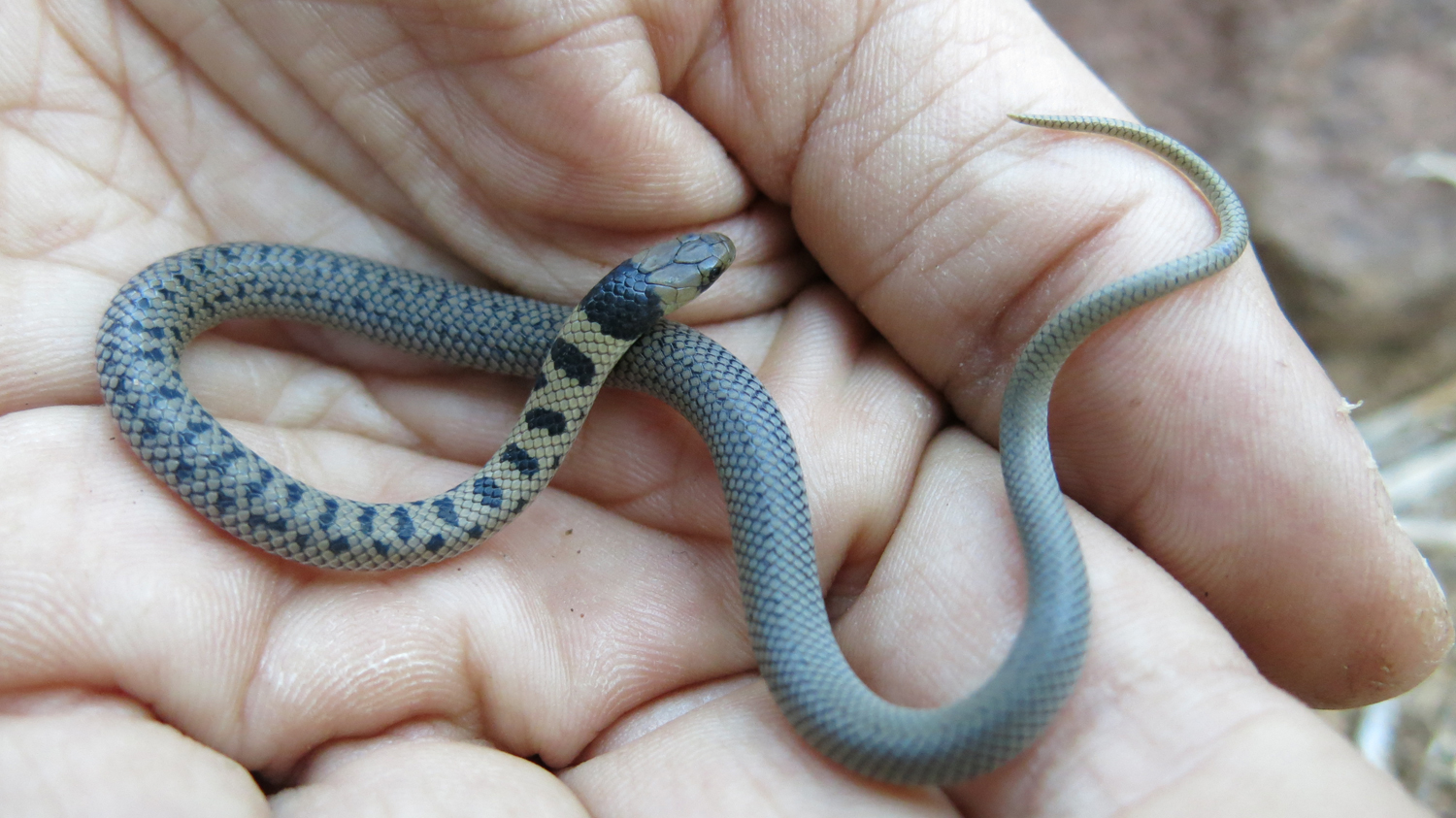
Луновидный многоножкоед